# PSX (konzole)
PSX, také známý jako PlayStation X, je DVD přehrávač s možností nahrávání a plně integrovanou konzolí PlayStation 2 od společnosti Sony Corporation. Konzole vyšla 13. prosince 2003 v Japonsku. Kvůli vysoké ceně se PSX prodalo velmi málo kusů, a tak konzole nebyla nikdy vydána v jiných zemích, než jen v Japonsku.

## Vlastnosti
Zařízení plnilo funkci DVD přehrávače s možným nahráváním obsahu na úložné médium, zařízení bylo dodáváno s dálkovým ovladačem a mělo výstupy jako S-Video, kompozitní video, SCART a koaxiální konektor. PSX bylo také schopno kopírovat videa a hudbu do přenosné konzole PlayStation Portable přes USB konektory. PSX také obsahovalo software na základní úpravu videa, obrázků a hudby. Podpora DVD+R disků přibyla až v budoucí aktualizace firmwaru konzole.

PSX bylo první zařízení, které používalo grafické uživatelské prostředí XrossMediaBar (XMB) vyvinuté společností Sony. Toto prostředí bylo později použito také v PlayStation Portable, PlayStation 3 a v produktové řadě z roku 2008 v televizích BRAVIA. PSX plně podporuje videohry z herních konzolí PlayStation a PlayStation 2. Hry, které používaly pevný disk v PlayStationu 2, jsou též podporovány. Gamepady DualShock a DualShock 2 jsou s PSX plně kompatibilní. Vstup pro paměťovou kartu pro PlayStation je na přední straně zařízení.

## Varianty
| Model     | Úložný prostor | Kontrolka činnosti HDD | FireWire | UKV/VKV vstup | UKV/VKV výstup | BS vstup | BS výstup | Kompatibilní s PSP |
| --------- | -------------- | ---------------------- | -------- | ------------- | -------------- | -------- | --------- | ------------------ |
| DESR-5000 | 160GB          | Ne                     | Ne       | Ano           | Ne             | Ano      | Ne        | Ne                 |
| DESR-7000 | 250GB          | Ne                     | Ne       | Ano           | Ne             | Ano      | Ne        | Ne                 |
| DESR-5100 | 160GB          | Ne                     | Ne       | Ano           | Ne             | Ano      | Ne        | Ne                 |
| DESR-7100 | 250GB          | Ne                     | Ne       | Ano           | Ne             | Ano      | Ne        | Ne                 |
| DESR-5500 | 160GB          | Ano                    | Ne       | Ano           | Ano            | Ne       | Ne        | Ne                 |
| DESR-7500 | 250GB          | Ano                    | Ano      | Ano           | Ano            | Ano      | Ano       | Ne                 |
| DESR-5700 | 160GB          | Ano                    | Ne       | Ano           | Ano            | Ne       | Ne        | Ano                |
| DESR-7700 | 250GB          | Ano                    | Ano      | Ano           | Ano            | Ano      | Ano       | Ano                |

BS - Systém japonských komunikačních satelitů

## Problém s názvem
Jelikož konzole PlayStation byla vyvíjena pod pracovním názvem "PSX", byla tak někdy i běžně označována. Někdy se tak mohl stát zmatek, kterou konzoli člověk má na mysli.

## Barevné provedení
PSX byla poprvé prezentována na výstavišti CEATEC v bílé, stříbrné, žluté, modré a červené barvě. Vydána však byla jen v bílé barvě a v limitované edici ve stříbrné barvě byla k dostání až v roce 2004.